# Open Directory Project
Open Directory Project (ODP, Открытый каталог), также известный как dmoz (от одного из своих первых доменных имён directory.mozilla.org) — многоязычный свободный каталог ссылок на сайты всемирной паутины, принадлежавший AOL, поддерживаемый сообществом добровольных редакторов. Закрыт в 2017 году, после чего на основе содержимого Открытого каталога был создан проект Curlie.

## О проекте
Открытый каталог был основан Ричардом Скрентой и Бобом Труелом. Его запуск состоялся 5 июня 1998 года. На первых шагах проект был известен как GnuHoo, NewHoo или же ZURL. После объявления о покупке Каталога корпорацией Netscape 17 ноября (сама покупка была совершена ещё в октябре) 1998 года за 40,05 млн долларов он был переименован и приобрёл своё нынешнее название.
В публичной части Открытого Каталога описано более 5 193 700 сайтов (на 17 февраля 2008, находящихся в более чем 1 017 960 (на 11 июня 2013) подразделах, созданы и размещены 79 языковых разделов, а 96 находятся в подготовительной стадии; за всё время существования в проекте приняли участие более 98 271 редакторов, более 8000 из них активно редактировали по состоянию на 11 июня 2013 года. Раздел для сайтов на русском языке занимает 9-е место среди самых больших языковых разделов в Каталоге.
Изначальная иерархическая структура Открытого каталога являлась зеркалом сети Usenet. Впоследствии все разделы Каталога, кроме разделов верхнего уровня, были перемещены или переименованы.
База данных Открытого каталога регулярно издаётся в виде RDF-дампа. Она распространяется бесплатно, и её использование разрешается только при соблюдении требований Open Directory License. Многие поисковые системы и известные сайты используют базу данных Каталога.
С 2004 года весь Открытый каталог использует кодировку UTF-8 (ранее использовались кодировки, зависящие от набора символов, употребляемого в конкретном языке). В RDF-дампе кодировка UTF-8 применяется с начала 2000 года.
20 октября 2006 произошёл крупнейший за историю Открытого каталога сбой на редакторском сервере, в результате которого редакторы Каталога не могли войти в свои аккаунты около 2 месяцев, до 18 декабря, так как производились работы по его восстановлению. В этот период времени обычные посетители видели устаревшие статические HTML страницы, взятые с одного из зеркал Каталога.
DMOZ прекратил работу на мощностях AOL 14 марта 2017 года, причины закрытия не уточняются.
До возобновления каталога силами сообщества по адресу dmoztools.net Архивная копия от 31 июля 2017 на Wayback Machine функционирует статическое зеркало.

## Программное обеспечение
Редакторский форум Открытого каталога использует модифицированную версию phpBB.
ПО для поиска по Открытому каталогу является переработанной версией Isearch с открытым исходным кодом и распространяется под Mozilla Public License.
Исходный код базы данных и программного обеспечения для редактирования Открытого каталога является закрытым.

## Дискуссии и критика
Открытый каталог часто подвергался критике за медлительность при рассмотрении предложений посетителей на включение сайтов. Его редакторы объясняли это тем, что они работают на добровольной основе, тратя на редактирование своё личное время, а также тем, что поток предложений слишком велик для его своевременной обработки, кроме того, предложения пользователей — не единственный источник наполнения каталога, и не все редакторы серьёзно занимаются их обработкой.